# Marilú Cuevas
María de la Luz Cuevas Soto (Valparaíso, 22 de agosto de 1951) es una actriz y directora de teatro chilena conocida principalmente por su participación durante casi 20 años en el programa humorístico Jappening con ja.

## Biografía
Hija de un director de Obras Públicas de la Provincia de Aconcagua. Es la menor de tres hermanas; Ana y Patricia Cuevas. Su infancia la tuvo en el fundo de sus abuelos paternos en Petorca, y posteriormente en Cabildo. 
Su educación primaria y secundaria la cursó en el Colegio Santa María de La Ligua, institución católica bajo la influencia alemana.   

## Carrera artística
A la edad de doce años años asistió a un casting de Canal 13, y se estableció en Santiago, tras salir seleccionada. Inició carrera artística en el teleteatro El invernadero (1963) de Graham Greene, junto a Bélgica Castro, Malú Gatica, Shenda Román, Héctor Noguera y una joven Sonia Viveros.
Siguió ligada a Canal 13, frecuentando elencos de diversos teleteatros del director Hugo Miller, y en programas infantiles como Tachita y Cotota, a cargo del director Óscar Rodríguez Gingins. En 1984 y a recomendación de Gloria Benavides, llega desde Sábados gigantes, junto a otros jóvenes actores como Patricio Torres, y Oscar Olavarría, precedidos de un gran éxito en el programa de Don Francisco, en el segmento Los Valverde.
En el Jappening interpretó a variados personajes entre los que se destacan a la Señorita Coté y Melania en el clásico sketch La oficina, como también a Pequitas, Tití, Chipi, o la Monona entre muchos otros. 
También participó de programas como Sábados gigantes, Teatro en Chilevisión, o Morandé con compañía.

## Vida personal
Tiene dos hijas y un hijo. Poco antes de cumplir 20 años se casó con Jorge Navarrete, camarógrafo y periodista de Canal 13. Seis años después, y a la edad de 25 años, quedó viuda mientras esperaba su tercer hijo producto de una leucemia que terminó con la vida de su primer esposo. Posteriormente se casó con un hombre 13 años menor llamado Juan Carlos Botti. También tiene cuatro nietos, llamados Catalina, Rosario, José Ricardo, Diego y Agustín